# Urbandale
Urbandale és una població dels Estats Units a l'estat d'Iowa. Segons el cens del 2008 tenia 38.369 habitants.

## Demografia
Segons el cens del 2000, Urbandale tenia 29.072 habitants, 11.484 habitatges, i 8.038 famílies. La densitat de població era de 542,5 habitants/km².
Dels 11.484 habitatges en un 35% hi vivien nens de menys de 18 anys, en un 60,7% hi vivien parelles casades, en un 7,1% dones solteres, i en un 30% no eren unitats familiars. En el 24,2% dels habitatges hi vivien persones soles el 7,2% de les quals corresponia a persones de 65 anys o més que vivien soles. El nombre mitjà de persones vivint en cada habitatge era de 2,51 i el nombre mitjà de persones que vivien en cada família era de 3,02.
Per edats la població es repartia de la següent manera: un 26,3% tenia menys de 18 anys, un 7% entre 18 i 24, un 31,3% entre 25 i 44, un 24,6% de 45 a 60 i un 10,8% 65 anys o més.
L'edat mediana era de 37 anys. Per cada 100 dones de 18 o més anys hi havia 89 homes.
La renda mediana per habitatge era de 59.744 $ i la renda mediana per família de 70.548 $. Els homes tenien una renda mediana de 45.470 $ mentre que les dones 32.631 $. La renda per capita de la població era de 29.021 $. Entorn del 2,5% de les famílies i el 3,7% de la població estaven per davall del llindar de pobresa.

## Poblacions més properes
El següent diagrama mostra les poblacions més properes.